# Kılıç, Keçiborlu
Kılıç là một thị trấn thuộc huyện Keçiborlu, tỉnh Isparta, Thổ Nhĩ Kỳ. Dân số thời điểm năm 2011 là 1.656 người.